# República de Brescia
La República de Brescia (italiano: Repubblica bresciana) fue una efímera república hermana de la Primera República Francesa. 
Tras la victoria de Napoleón Bonaparte (1769-1821) en la batalla del puente de Lodi (10 de mayo de 1796) las tropas francesas entraron en el territorio de la República de Venecia en persecución de las fuerzas austriacas (Campaña de Italia). El general Jean-Baptiste Dominique Rusca (1759-1814) entró el 25 de mayo en Brescia. Dos días después llegaba el mismo Bonaparte. El día 30 se impuso la ley marcial en la ciudad. El 12 de marzo de 1797 estalló una rebelión en Brescia pero fue fácilmente dominada. Una nueva intentona se dio cinco días después. Esto motivo a que el 18 de marzo se proclamara la república, seis días después el primer gobierno provisional nacido del antiguo órgano municipal fue reemplazado y se reorganizó el territorio en cuatro distritos. Posteriormente, el 1 de mayo la república fue reorganizada en dieciséis cantones y se formó un regimiento propio para ayudar a las tropas revolucionarias francesas. El 17 de octubre se firmaba el Tratado de Campo Formio, cuyas cláusulas llevaron a que la pequeña república fuera anexada a la Cisalpina el 20 de noviembre. 